# Лудвинці
Лудвинці (хорв. Ludvinci) — населений пункт у Хорватії, у Вуковарсько-Сремській жупанії у складі громади Трпиня.

## Населення
Населення за даними перепису 2011 року становило 109 осіб.
Динаміка чисельності населення поселення:

## Клімат
Середня річна температура становить 11,14 °C, середня максимальна – 25,59 °C, а середня мінімальна – -6,06 °C. Середня річна кількість опадів – 660 мм.
| Клімат поселення                              | Клімат поселення | Клімат поселення | Клімат поселення | Клімат поселення | Клімат поселення | Клімат поселення | Клімат поселення | Клімат поселення | Клімат поселення | Клімат поселення | Клімат поселення | Клімат поселення | Клімат поселення |
| Показник                                      | Січ.             | Лют.             | Бер.             | Квіт.            | Трав.            | Черв.            | Лип.             | Серп.            | Вер.             | Жовт.            | Лист.            | Груд.            |                  |
| Середній максимум, °C                         | 5,97             | 8,02             | 12,62            | 17,32            | 22,72            | 25,59            | 25,18            | 24,90            | 20,88            | 15,33            | 9,40             | 5,45             |                  |
| Середня температура, °C                       | −0,04            | 2,00             | 6,60             | 11,30            | 16,70            | 19,58            | 21,20            | 20,98            | 16,94            | 11,40            | 5,44             | 1,50             |                  |
| Середній мінімум, °C                          | −6,06            | −4               | 0,60             | 5,30             | 10,68            | 13,57            | 17,30            | 17,03            | 13,00            | 7,48             | 1,51             | −2,4             |                  |
| Норма опадів, мм                              | 43               | 38               | 40               | 51               | 61               | 83               | 66               | 62               | 50               | 54               | 61               | 51               |                  |
| Середньомісячна швидкість вітру, м/с          | 2.30             | 2.50             | 2.80             | 2.70             | 2.40             | 2.20             | 2.20             | 2.00             | 2.00             | 2.14             | 2.23             | 2.30             |                  |
| Середньомісячна сонячна радіація, кДж/м²·день | 4298             | 6979             | 11045            | 15602            | 19408            | 21704            | 22321            | 20367            | 15092            | 9574             | 4873             | 3572             |                  |
| --------------------------------------------- | ---------------- | ---------------- | ---------------- | ---------------- | ---------------- | ---------------- | ---------------- | ---------------- | ---------------- | ---------------- | ---------------- | ---------------- | ---------------- |
| Джерело:                                      |                  |                  |                  |                  |                  |                  |                  |                  |                  |                  |                  |                  |                  |